# Liste des termes italiens employés en musique
Vous pouvez aider à l'améliorer ou bien discuter des problèmes sur sa page de discussion.
- Il ne cite pas suffisamment ses sources. Vous pouvez indiquer les passages à sourcer avec {{référence nécessaire}} ou {{Référence souhaitée}}, et inclure les références utiles en les liant aux notes de bas de page. (Marqué depuis décembre 2018)
- Certaines informations devraient être mieux reliées aux sources mentionnées dans la bibliographie ou les liens externes. Améliorez sa vérifiabilité en les associant par des références. (Marqué depuis décembre 2018)

- Archive Wikiwix
- Bing
- Cairn
- DuckDuckGo
- E. Universalis
- Gallica
- Google
- G. Books
- G. News
- G. Scholar
- Persée
- Qwant
- (zh) Baidu
- (ru) Yandex
- (wd) trouver des œuvres sur Wikidata

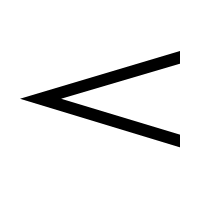
Symbole musical pour le mot crescendo

La liste ci-après donne les termes italiens employés en musique et leur traduction accompagnée d'indications d'interprétation.

## Origine de l'emploi des termes italiens
L’Italie a joué un rôle primordial dans le développement de la musique en Europe dès la période de la Renaissance, relayant l'école franco-flamande, et particulièrement pendant la période baroque, au cours de laquelle les musiciens italiens ont dominé quasiment toute la vie musicale du continent. C’est de cette époque que date la prolifération des termes italiens dans ce domaine.

## Domaine d'emploi des termes italiens
À l'instar des termes allemands, les termes musicaux italiens sont essentiellement des indicateurs de tempo, d'intensité et d'expression complétant l'écriture musicale et nécessaires à l'interprétation de la musique vocale ou instrumentale.

## Traduction et indications d'interprétation
| Terme Italien              | Traduction                             | En pratique |  |
| a cappella                 | sans instrument                        | chant sans accompagnement d'instruments                                                                                             |  |
| a capriccio                | librement                              | |  |
| a piacere                  | à plaisir                              | |  |
| a tempo                    | retour au tempo                        | |  |
| accelerando                | en accélérant                          | |  |
| accentuato                 | accentué                               | |  |
| acciaccatura               | brève appoggiature                     | |  |
| acceso                     | allumé                                 | |  |
| accompagnato               | accompagner                            | l'accompagnement suit le soliste |  |
| acuto                      | fort, aigu, perçant                    | |  |
| ad libitum                 | librement                              | à volonté (abréviation: ad.lib) |  |
| adagietto                  | assez lent                             | un peu moins lent que adagio |  |
| adagio                     | lent                                   | à l'aise, moins lent que lento |  |
| a due                      | à deux                                 | partage entre deux musiciens ou sections                                                                                            |  |
| affabile                   | aimable                                | |  |
| affannoso                  | angoissant, inquiétant                 | |  |
| affettuoso                 | affectueux                             | |  |
| affrettando                | en pressant et agité                   | |  |
| affannato                  | angoissé, inquiet, haletant            | |  |
| agitatissimo               | très agité                             | |  |
| agitato                    | agité                                  | |  |
| alcuni                     | quelques-uns (unes)                    | |  |
| alla breve                 | à la blanche                           | battre la mesure le plus souvent à la blanche, parfois à la ronde                                                                   |  |
| alla marcia                | comme une marche                       | |  |
| alla polacca               | comme une polonaise                    | |  |
| alla tedesca               | à l'allemande                          | |  |
| alla turca                 | à la turque                            | |  |
| allargando                 | en élargissant                         | |  |
| allegretto                 | assez vite                             | un peu moins vif que allegro |  |
| allegro                    | vif, gai, allègre                      | assez vite |  |
| al coda                    | à la fin                               | passer à la fin (coda) |  |
| al fine                    | jusqu'à la fin                         | jouer jusqu'au mot fin (Fine) |  |
| al segno                   | au signe                               | retour au signe (de renvoi) |  |
| altissimo                  | très haut                              | très haut |  |
| amabile                    | aimable                                | |  |
| amoroso                    | amoureux                               | |  |
| andante                    | allant                                 | modéré |  |
| andantino                  | -                                      | un peu moins lent que andante |  |
| animato                    | animé                                  | animé |  |
| aperto                     | ouvert                                 | |  |
| appassionato               | passionné                              | |  |
| appoggiato                 | appuyé                                 | |  |
| appoggiatura               | appoggiature (appui)                   | petite note avant la note principale.                                                                                               |  |
| arco                       | archet                                 | frotter les cordes avec l'archet (contraire de pizzicato)                                                                           |  |
| ardito                     | hardi                                  | |  |
| aria                       | aria                                   | chant accompagné par instruments (à l'opéra)                                                                                        |  |
| arietta                    | petite aria                            | aria courte |  |
| arioso                     | presque une aria                       | intermédiaire entre aria et récitatif                                                                                               |  |
| arpeggio                   | comme à la harpe                       | jouer un accord note après note |  |
| assai                      | beaucoup, très                         | ex: assai presto = « très » vite |  |
| attacca                    | attaque                                | signifie que deux mouvements s'enchaînent sans solution de continuité                                                               |  |
| aumentando                 | en augmentant                          | en augmentant progressivement le son                                                                                                |  |
| ballabile                  | dansable                               | à jouer pour bien entendre le rythme de danse                                                                                       |  |
| barbaro                    | comme un barbare                       | |  |
| basso continuo             | basse continue ou basse chiffrée       | accompagnement où les accords sont indiqués par des chiffres                                                                        |  |
| basso ostinato             | basse obstinée                         | la basse répète sans arrêt quelques mesures, pendant que les solistes interprètent librement mélodies ou variations                 |  |
| battaglia                  | bataille                               | musique qui évoque une bataille |  |
| bel canto                  | beau chant                             | technique de chant dans l'opéra européen du XVIIe siècle au XIXe                                                                    |  |
| bergamasca                 | bergamasque, comme à Bergame           | danse pastorale |  |
| bocca chiusa               | chant à bouche fermée                  | chanter avec la bouche fermée |  |
| brillante                  | brillant                               | |  |
| bruscamente                | brusquement                            | |  |
| burlando                   | enjoué                                 | |  |
| burletta                   | farce                                  | désigné les opéras-comiques italiens                                                                                                |  |
| cabaletta                  | cabalette                              | dans l'opéra italien, deuxième partie virtuose d'un air soliste, suivant en général une interruption de la première partie de l'air |  |
| cadenza                    | cadence                                | passage soliste avant la fin d'un mouvement                                                                                         |  |
| calando                    | terminant                              | en ralentissant et en diminuant progressivement le son                                                                              |  |
| caldamente                 | chaleureux                             | jouer chaleureusement |  |
| cambiare                   | changer                                | changer d'instrument |  |
| cantabile                  | en chantant                            | comme si on chantait |  |
| canzone                    | chanson                                | pièce instrumentale |  |
| capriccioso                | capricieux                             | |  |
| chiuso                     | fermé                                  | fermer le pavillon d'un cuivre avec la main                                                                                         |  |
| coda                       | fin (queue)                            | la fin d'un morceau « da capo », ou bien le passage précédant la fin d'un morceau.                                                  |  |
| coll'arco                  | avec archet                            | jouer avec l'archet |  |
| col canto                  | avec le chant                          | indique à l'accompagnement de s'adapter au tempo du (de la) chanteur (chanteuse)                                                    |  |
| col legno                  | avec le bois                           | jouer avec le bois de l'archet |  |
| coloratura                 | colorer                                | vaste ornement d'une partie de chant                                                                                                |  |
| comodo                     | à l'aise                               | tempo modéré |  |
| comprimario                | avec le premier                        | rôle accompagnant |  |
| con affetto                | tendrement                             | |  |
| con allegrezza             | avec allégresse                        | |  |
| con anima                  | avec âme                               | |  |
| con amore                  | avec amour                             | jouer avec un sentiment amoureux |  |
| con bravura                | avec bravoure                          | |  |
| con brio                   | avec brillance                         | vite, fort avec esprit |  |
| con calore                 | avec chaleur                           | |  |
| con delicatezza            | avec délicatesse                       | |  |
| con dolcezza               | avec douceur                           | |  |
| con dolore                 | avec douleur                           | |  |
| con espressione            | avec expression                        | |  |
| con forza                  | avec force                             | |  |
| con fuoco                  | avec feu                               | vite et ardent |  |
| con grazia                 | avec grâce                             | |  |
| con moto                   | avec mouvement                         | |  |
| con sordina                | avec sourdine                          | jouer avec la sourdine ex: piano |  |
| con spirito                | avec esprit                            | |  |
| con tenerezza              | avec tendresse                         | |  |
| concertino                 | petit concert                          | 1. groupe de solistes dans le concerto grosso                                                                                       |  |
| concertino                 | petit concerto                         | 2. petit concerto |  |
| concerto grosso            | grand concert                          | forme baroque du concert |  |
| concerto                   | concert                                | œuvre pour instrument solo et orchestre                                                                                             |  |
| continuo                   | basse continue                         | accompagnement à la basse de la mélodie                                                                                             |  |
| coperti                    | couvert                                | couvrir le tambour avec un chiffon                                                                                                  |  |
| crescendo                  | devenir plus fort                      | en augmentant progressivement le son                                                                                                |  |
| da capo                    | du début                               | reprendre au début (abr. dc) |  |
| dal segno                  | du signe                               | recommencer à partir du signe |  |
| deciso                     | décidé                                 | |  |
| decrescendo                | devenir moins fort                     | en diminuant progressivement le son                                                                                                 |  |
| delicato                   | délicat                                | |  |
| diminuendo                 | en diminuant                           | en diminuant progressivement le son                                                                                                 |  |
| disperato                  | désespéré                              | |  |
| divisi                     | divisés                                | |  |
| dolce                      | doux                                   | |  |
| dolcissimo                 | très doux                              | |  |
| doloroso                   | douloureux                             | |  |
| doppio (movimento)         | deux fois plus vite                    | |  |
| drammatico                 | dramatique                             | |  |
| due corde                  | deux cordes                            | légèrement toucher la pédale du piano                                                                                               |  |
| energico                   | énergique                              | |  |
| espressivo                 | expressif                              | |  |
| fermata                    | point d'orgue ( littéralement : tenu ) | tenir la note à volonté - indication rare sous forme textuelle, l'équivalent du symbole point d'orgue habituel                      |  |
| fine                       | fin                                    | indication de fin d'un morceau. |  |
| forte                      | fort                                   | jouer fort (symbolisé par ƒ sur la partition)                                                                                       |  |
| forte-piano                | fort suivi de doux                     | (symbolisé par ƒp sur la partition)                                                                                                 |  |
| forte subito               | soudainement fort                      | (symbolisé par sƒ sur la partition)                                                                                                 |  |
| fortissimo                 | très fort                              | jouer très fort (symbolisé par ƒƒ sur la partition)                                                                                 |  |
| fortississimo              | extrêmement fort                       | (symbolisé par ƒƒƒ sur la partition, parfois ƒƒƒƒ)                                                                                  |  |
| fuocoso                    | enflammé                               | avec flamme |  |
| furioso                    | furieux                                | |  |
| garbato                    | avec grâce                             | |  |
| giocoso                    | joyeux                                 | |  |
| glissando                  | glisser                                | glisser d'une note à une autre |  |
| grazioso                   | gracieux                               | |  |
| imperioso                  | impérieux                              | |  |
| intermezzo                 | intermède                              | passage intermédiaire |  |
| istesso tempo              | le même mouvement                      | |  |
| lagrimoso                  | éploré                                 | |  |
| largamente                 | largement                              | |  |
| larghetto                  | assez large                            | un peu moins lent que largo |  |
| largo                      | large                                  | lent, ample, grave |  |
| legatissimo                | le plus lié possible                   | |  |
| legato                     | lié                                    | |  |
| leggiero                   | léger                                  | |  |
| legno                      | bois                                   | (avec le) bois de l'archet (cf. col legno)                                                                                          |  |
| lento                      | lent                                   | lentement |  |
| lusingando                 | caressant                              | avec une expression caressante |  |
| ma non tanto               | mais pas trop                          | |  |
| ma non troppo              | mais pas trop                          | ex. allegro ma non troppo = vite mais pas trop                                                                                      |  |
| maestoso                   | majestueux                             | |  |
| malinconico                | mélancolique                           | |  |
| marcato                    | marqué                                 | |  |
| martellato                 | martelé                                | jouer avec de petits coups de doigt ou d'archet                                                                                     |  |
| meno                       | moins                                  | |  |
| meno mosso                 | moins vite                             | |  |
| meno vivo                  | moins vif                              | |  |
| mesto                      | triste                                 | |  |
| mezza voce                 | à mi-voix                              | |  |
| mezzo forte                | modérément fort                        | |  |
| mezzo piano                | modérément doux                        | |  |
| moderato                   | modéré                                 | |  |
| molto                      | beaucoup                               | très |  |
| morendo                    | en mourant                             | diminuer le son et ralentir beaucoup                                                                                                |  |
| nobile                     | noble                                  | |  |
| opera buffa                | opéra comique                          | |  |
| opera seria                | opéra sérieux                          | plutôt un drame |  |
| opera                      | œuvre                                  | un drame chanté et avec instruments                                                                                                 |  |
| ostinato                   | obstiné                                | répétition insistante d'un petit groupe de notes                                                                                    |  |
| pacato                     | apaisé                                 | |  |
| parlando                   | en parlant                             | forme de chant parlé ou semi-parlé                                                                                                  |  |
| patetico                   | pathétique                             | |  |
| perdendosi                 | en laissant perdre le son              | |  |
| pesante                    | lourd                                  | lourdement |  |
| piangendo                  | plaintif                               | |  |
| pianissimo                 | très doucement                         | (symbolisé par pp sur la partition)                                                                                                 |  |
| pianissimo quanto possible | le plus doucement possible             | (symbolisé par ppp sur la partition, parfois pppp)                                                                                  |  |
| piano                      | doucement                              | (symbolisé par p sur la partition)                                                                                                  |  |
| piano subito               | soudainement doux                      | |  |
| picchiettato               | piqué et léger                         | |  |
| più                        | plus                                   | |  |
| più mosso                  | plus animé                             | |  |
| più moto                   | plus animé                             | |  |
| pizzicato                  | pincer la corde                        | |  |
| poco                       | peu                                    | |  |
| poco a poco                | peu à peu                              | |  |
| pomposo                    | solennel                               | |  |
| ponticello                 | sur le chevalet                        | |  |
| portamento                 | glissé d'une note à l'autre            | |  |
| prestissimo                | extrêmement rapide                     | |  |
| presto                     | rapide                                 | |  |
| prima donna                | première dame                          | la plus importante voix féminine dans l'opéra                                                                                       |  |
| quasi                      | comme                                  | |  |
| quieto                     | calme, tranquille                      | |  |
| rallentando                | en ralentissant                        | |  |
| religioso                  | religieux                              | |  |
| rinforzando                | en renforçant soudainement le son      | |  |
| ripieno                    | tutti                                  | groupe opposé au concertino dans le concerto grosso                                                                                 |  |
| risoluto                   | résolu                                 | |  |
| ritardando                 | en retardant                           | ralentir, mais plus que ritenuto |  |
| ritenente                  | en retenant                            | cf. ritenuto |  |
| ritenuto                   | en retenant                            | ralentir, mais moins que ritardando                                                                                                 |  |
| rubato                     | rubare = voler                         | raccourcir légèrement la note et l'accompagnement continue à porter la mélodie.                                                     |  |
| rustico                    | champêtre                              | |  |
| scherzando                 | comme un scherzo                       | |  |
| scherzo                    | en plaisantant                         | |  |
| sciolto                    | avec souplesse                         | |  |
| scordatura                 | accorder différemment                  | changer l'accord du violon ou de la guitare.                                                                                        |  |
| segue                      | suivez                                 | synonyme d'attacca |  |
| semplice                   | simplement                             | |  |
| sempre                     | toujours                               | |  |
| sentito                    | expressif                              | |  |
| senza tempo                | sans tempo                             | |  |
| sfogato                    | léger, aisé                            | |  |
| sforzando                  | en renforçant soudainement le son      | (symbolisé par sƒz sur la partition)                                                                                                |  |
| slargando                  | en élargissant                         | |  |
| slentando                  | en ralentissant                        | |  |
| smorzando                  | en affaiblissant                       | en diminuant progressivement le son                                                                                                 |  |
| solo                       | seul                                   | passage seul |  |
| sonata                     | sonner                                 | une composition en forme de sonate                                                                                                  |  |
| sostenuto                  | soutenu                                | |  |
| sotto                      | sous, dessous                          | |  |
| sotto voce                 | murmuré                                | |  |
| spianato                   | apaisé                                 | |  |
| spiccato                   | détaché, sautillé                      | |  |
| staccato                   | détaché                                | |  |
| staccatissimo              | notes très brèves                      | |  |
| stretto                    | serré                                  | presser |  |
| stringendo                 | en serrant                             | |  |
| tacet                      | fait taire l'instrument                | |  |
| tasto (sul)                | sur la touche                          | |  |
| tasto solo                 | sur la touche seule                    | une seule note, pas d'accord. |  |
| sul ponticello             | près du chevalet                       | pour les instruments à cordes (sauf claviers)                                                                                       |  |
| tempo                      | mouvement                              | |  |
| tempo                      | temps                                  | allure de l'exécution d'une œuvre musicale                                                                                          |  |
| tempo frettoloso           | mouvement animé                        | |  |
| tempo giusto               | mouvement exact                        | |  |
| tempo ordinario            | mouvement normal                       | |  |
| tempo primo                | au premier mouvement                   | |  |
| tenando                    | en tenant                              | en soutenant |  |
| teneramente                | tendrement                             | |  |
| tenuto                     | en tenant le son                       | notes soutenues pendant toute leur durée                                                                                            |  |
| toccata                    | pièce « touchée »                      | pièce instrumentale (clavier) |  |
| tranquillo                 | tranquille                             | |  |
| tremendo                   | terrible                               | |  |
| tristamente                | tristement                             | |  |
| triste                     | triste                                 | |  |
| tutta forza                | à toute force                          | le plus fort possible |  |
| tutte le corde             | toutes les cordes                      | |  |
| tutti                      | tous                                   | tous les instruments de l'orchestre                                                                                                 |  |
| un poco forte              | un peu fort                            | |  |
| un poco piano              | un peu doux                            | |  |
| una corda                  | une corde                              | pédale de una corda sur piano à queue                                                                                               |  |
| vezzoso                    | gracieux                               | |  |
| vigoroso                   | vigoureusement                         | |  |
| vivace                     | vif                                    | |  |
| vivacissimo, vivo          | extrêmement vif                        | |  |
| voce                       | voix                                   | |  |
| volti                      | tourne                                 | tournez la page de la partition |  |
| volti subito (v.s.)        | tournez immédiatement                  | tournez rapidement la page de la partition                                                                                          |  |